# Anidulafungin
Anidulafungín, pod zaščitenim imenom Ecalta in drugimi, je protiglivno zdravilo iz skupine ehinokandinov za sistemsko zdravljenje kandidoze (kot je kandidoza požiralnika).
V kombinaciji z vorikonazolom se uporablja tudi za zdravljenje invazivnih aspergiloz. Kot drugi predstavniki ehinokandinov deluje tako, da zavira encim (1→3)-β-D-glukan sintazo, ki je pomemben za sintezo gradnikov celične stene glivnih celic.
Uvrščen je na seznam osnovnih zdravil Svetovne zdravstvene organizacije, torej med najpomembnejša učinkovita in varna zdravila, potrebna za normalno zagotavljanje zdravstvene oskrbe.

## Klinična uporaba
Anidulafungin je odobren za zdravljenje invazivne kandidoze pri odraslih in otrocih, starih en mesec ali več.
V kombinaciji z vorikonazolom se uporablja tudi za zdravljenje invazivnih aspergiloz, vendar gre pri tem za nenamensko uporabo zdravila.
Za anidulafungin ni podatkov iz kliničnih preskušanj za zdravljenje endokarditisa, osteomielitisa ali meningitisa, katerih povzročitelj je Candida. Prav tako ni dovolj podatkov o uporabi zdravila pri bolnikih z nevtropenijo.

## Mehanizem delovanja
Anidulafungin je polsintezni ehinokandin, sintetiziran iz fermentacijskega produkta glive Aspergillus nidulans.
Deluje tako, da zavira encim glukan sintazo, ki je pomembna za tvorbo (1→3)-β-D-glukana, poglavitne sestavine glivne celične stene. Glukan sintaza v sesalčjih (in s tem človeških) celicah ni prisotna, zato je mikavna tarča za protiglivne učinkovine.
Anidulafungin izkazuje fungicidno delovanje proti vrstam Candida ter delovanje proti predelom aktivne celične rasti hif Aspergillus fumigatus.